# Viktor Knoch
Viktor Knoch (Pécs, 12 dicembre 1989) è un pattinatore di short track ungherese.

## Carriera
Il 22 febbraio 2018 si è laureato per la prima volta campione olimpico, salendo sul gradino più alto del podio nella staffetta 5.000 metri alle Olimpiadi di Pyeongchang 2018, con i compagni di nazionale Shaoang Liu, Shaolin Sándor Liu e Csaba Burján. Grazie a questo risultato la nazionale ungherese ha vinto la prima medaglia d'oro della sua storia ai Giochi olimpici invernali.

## Palmarès

### Giochi olimpici invernali
- 1 medaglia:
  - 1 oro (staffetta 5.000 m a Pyeongchang 2018)

### Universiadi invernali
- 1 medaglia:
  - 1 oro (staffetta a Trentino 2013).

### Campionati europei di short track
- 11 medaglie:
  - 5 argenti (1500 m, staffetta a Sheffield 2007; 500 m a Torino 2009; staffetta a Dordrecht 2015; staffetta a Soči 2016);
  - 6 bronzi (1000 m, 1500 m, staffetta, classifica generale a Torino 2009; staffetta a Malmö 2013; staffetta a Dresda 2018).